# گمینا گورلیتسه
گمینا گورلیتسه (به لهستانی:  Gmina Gorlice) یک گمینا در لهستان است که در شهرستان گورلیتسه واقع شده‌است. گمینا گورلیتسه ۱۰۳٫۴۳ کیلومتر مربع مساحت و ۱۶٬۱۷۹ نفر جمعیت دارد.